# Carlssons skola

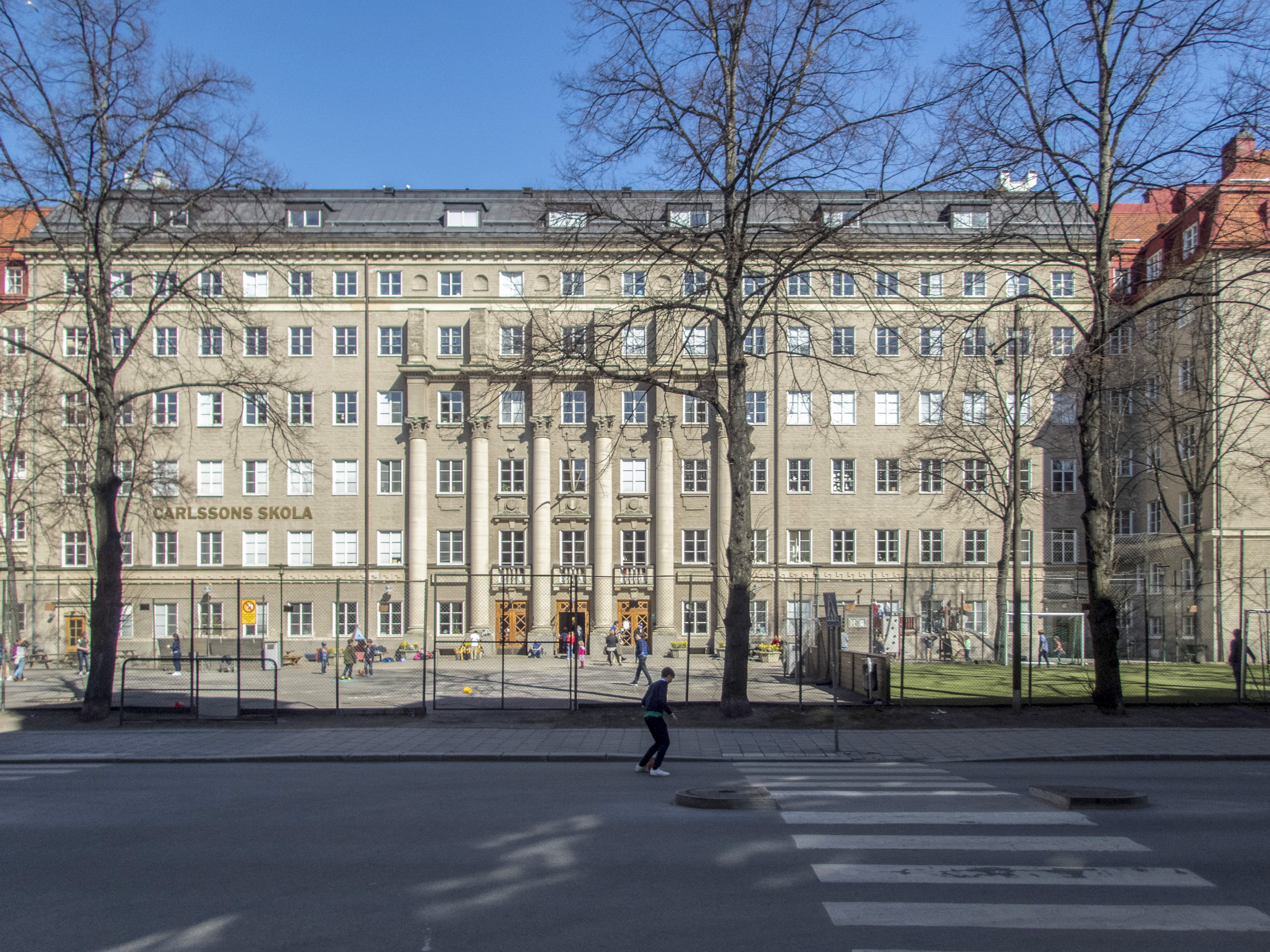
Carlssons skola

Carlssons skola är en fristående grundskola belägen på Kommendörsgatan 31 i stadsdelen Östermalm i Stockholm. Skolan ägs och drivs av föreningen för Carlssons Skola, en ideell förening där elevernas föräldrar är medlemmar, och har cirka 600 elever. Det är tre klasser per årskurs med runt 22 elever per klass.
Skolan erbjuder i tioårig primärutbildning från sex års ålder. Lokalerna användes tidigare av Ahlströmska skolan. Förr låg skolan i hörnet Karlavägen/Sturegatan, men flyttade 1963 under rektor Jakobssons ledning till Nybergsgatan. Då hade skolan cirka 300 elever i årskurserna ett till sex. Skolan flyttade till sin nuvarande adress 1995 och utökades då till sin nuvarande storlek.  
Carlssons nuvarande (2018) rektor heter Susanne Ridner.

## Notabla elever
- Prinsessan Madeleine[2]
- Beppe Wolgers[3]
- Magnus Uggla[4]
- Anton Forsdik[5]
- Per Wästberg[6]